# Аеро-клуб Приједор
Аеро-Клуб "Приједор" је ваздухопловна спортска организација. Клуб је основан 4. марта 1952. године. У клубу се обучавају пилоти, једриличари и падобранци. Сједиште клуба је у Приједору, Република Српска. Клуб има два хангара и располаже са десет авиона, осам једрилица, двадесет падобрана и ултра лаком авијацијом која има три змаја.

## Историјат
Основан је 1952. године. За првог предсједника клуба изабран је Ратко Илић. Недуго затим на Аеродрому "Урије" изграђен је хангар за авионе, чиме је започело активно дјеловање приједорског аероклуба. Све до 1994. године  носио је име "Прва партизанска авијација", које је добио по првим партизанским пилотима Фрањи Клузу и Рудију Чајавецу и механичару Драгутину Јазбецу, који су 23. маја 1942. године следтјели на аеродром Урије у Приједору, након што су у два авиона пребјегли са аеродрома НДХ у Залужанима.
Клуб има секције моделара, једриличара, моторних пилота, падобранаца и ветерана. Најтрофејнији је спортски колектив у Приједору. Међу значајнијим признањима су: Златна плакета "21. мај" Ваздухопловног савеза Социјалистичке Републике БиХ (1972), Сребрна плакета "Борис Кидрич" (1978), Златна значка Ваздухопловног савеза СФРЈ (1980) и Плакета Приједора (2012). Неки од најуспјешнијих спортиста овог клуба су: Јовица Јоцо Мандић, репрезентативац СРБиХ, СФРЈ и СРЈ, са више од 4.500 падобранских скокова; Мухарем Цицо Хоџић, репрезентативац СРБиХ и првак СФРЈ у појединачној конкуренцији (1978) и Миладин Миле Шормаз, учесник на преко 70 државних и међународних аеро-релија. Клуб организује Петровдански падобрански куп, који је од 2010. увршћен у календар падобранских такмичења Свјетске ваздухопловне федерације (FAI) и Бланик куп, такмичење пилота једриличара у прецизном слијетању.